# Izvoarele (okręg Tulcza)
Izvoarele (gr. Ιζβοάρελε) – wieś w Rumunii, w okręgu Tulcza, w gminie Izvoraele. W 2011 roku liczyła 1453 mieszkańców. 